# Agrodiaetus pfeiffer
Agrodiaetus pfeiffer är en fjärilsart som beskrevs av Brandt 1938. Agrodiaetus pfeiffer ingår i släktet Agrodiaetus och familjen juvelvingar. Inga underarter finns listade i Catalogue of Life.